# アルカプトン尿症
アルカプトン尿症（Alkaptonuria）とは、ホモゲンチジン酸を4-マレイルアセト酢酸へ変えるHGA-1,2-ジオキシゲナーゼの遺伝的欠損により発症する先天代謝異常症である。黒尿症ともいい、チロシンの先天的な代謝異常で起こる。

## 概要
正常ならばチロシンの代謝で生じたアルカプトンは最終的には二酸化炭素と水になるはずが、代謝異常によりアルカプトンが蓄積して尿中に排出される。アルカプトンは空気に触れると黒色を呈するため、尿とともに排出されたアルカプトンは黒色に変化して尿が黒くなる。また、アルカプトンより生じた黒色の色素は軟骨に沈着し、関節に異常が生じることがある。
小児期はアルカリ化した尿が暗褐色になることが唯一の症状。HGAは尿を長時間放置した後にアルカリ性になった場合に暗褐色となるが、酸性下では無色のため尿色の変化に気づかない場合も多い。20代では関節炎、30代では組織の色素沈着、40代では大動脈の拡張や大動脈弁、僧帽弁の閉鎖不全症の症状が現れる。40代には前立腺結石や腎結石などの泌尿器の合併症も現れる。他のアミノ酸代謝異常症とは違い、精神発達遅滞との合併はない。
日本では、極めてまれな疾患である。

## 治療
関節痛の治療が問題となり、膝関節、股関節、肩関節が原因である場合は、人工関節置換術を考慮。筋力や柔軟性を保つには理学療法が必要。新しい治療薬として4-ヒドロキシフェニルピルビン酸ジオキシゲナーゼの阻害薬であるニチシノンが検討されており、HGA産生を抑制しHGAの蓄積による症状を軽減することが目的。